# Yuexi He
Yuexi He (kinesiska: 越溪河) är ett vattendrag i Kina. Det ligger i provinsen Sichuan, i den sydvästra delen av landet, omkring 210 kilometer söder om provinshuvudstaden Chengdu.
Genomsnittlig årsnederbörd är 1 369 millimeter. Den regnigaste månaden är juli, med i genomsnitt 279 mm nederbörd, och den torraste är december, med 18 mm nederbörd.